# Rudolf Fritz Weiss
Rudolf Fritz Weiss (* 28. Juli 1895 in Berlin; † 27. November 1991 in Aitrach) war ein deutscher Facharzt für Innere Medizin und Professor für Phytotherapie. Er gilt als Begründer der wissenschaftlichen Pflanzenheilkunde.

## Leben
Rudolf Fritz Weiss wurde 1895 in Berlin-Charlottenburg geboren. Während des Ersten Weltkriegs war er freiwilliger Krankenpfleger beim Roten Kreuz, was in ihm den Wunsch weckte, an der Universität Berlin Humanmedizin zu studieren. Parallel belegte er auch Botanik und wurde 1922 als Arzt approbiert. Er verfasste Dissertationen in Medizin und Botanik, aber um während der Inflationszeit Druckkosten zu sparen, wurde nur die medizinische als solche angenommen. Die botanische Arbeit über die Gipsflora im Südharz erschien im Botanischen Centralblatt. Es folgte eine Fachausbildung der Inneren Medizin an der Charité. Danach war er Leiter eines Sanatoriums im Harz, wo er mit Heilpflanzen arbeiten konnte. Ab 1931 war er Dozent für wissenschaftliche Pflanzenheilkunde (Phytotherapie) an der Akademie für ärztliche Fortbildung in Berlin. Die Vorlesungen wurden 1944 gesammelt in einem Band als Die Pflanzenheilkunde in der ärztlichen Praxis veröffentlicht. Im Zweiten Weltkrieg war Weiss Sanitätsoffizier der Reserve im Reservelazarett 124 im Krankenhaus Berlin-Britz, wo er eine Abteilung für Rehabilitation gründete und die Innere Medizin leitete. Er geriet in russische Kriegsgefangenheit, aus der er erst 1952 entlassen wurde. Er ließ sich als Arzt für Innere Medizin in Hannover nieder. Nach der Aufgabe seiner Praxis zog er in die Gemeinde Aitrach (Ortsteil Vogelherd), um dort weiter zu forschen. 1983 wurde er Lehrbeauftragter und 1985 Professor an der Universität Tübingen. Aus seinen Vorlesungen entwickelte sich das Standardwerk Lehrbuch der Phytotherapie, das unter Volker Fintelmann noch heute fortgeführt wird. Es wurde u. a. ins Dänische, Englische und Japanische übersetzt. Weiss betreute das Werk bis zur 6. Auflage 1985.
1959 bis 1961 war er 1. Vorsitzender des Zentralverbands der Ärzte für Naturheilverfahren und leitete über 30 Jahre lang die Arbeitsgruppe Phytotherapie des Verbandes. Er war Gründungsmitglied der Gesellschaft für Phytotherapie (1971) und auch Gründungsherausgeber der Zeitschrift für Phytotherapie (1980). Von 1978 bis 1990 war er ständiges Mitglied der Kommission E. 1984 übernahm er mit 88 Jahren noch einen Lehrauftrag in Tübingen zum Thema „Neuzeitliche Phytotherapie in der Praxis“.
Weiss veröffentlichte insgesamt mehr als 100 Originalarbeiten und Monografien, darunter auch das Große Kneipp-Buch und die Fortführung des Großen Kräuterbuches von Pfarrer Künzle.
Im Alter von 96 Jahren starb Rudolf Fritz Weiss am 27. November 1991 in Aitrach.

## Ehrungen
1975 wurde Weiss die Verdienstmedaille des Landes Baden-Württemberg verliehen, 1985 ernannte ihn Ministerpräsident Lothar Späth zum Honorarprofessor.
1987 erhielt er für seine Verdienste als Lagerarzt während der Kriegsgefangenschaft von Richard von Weizsäcker das Bundesverdienstkreuz 1. Klasse. Weiss hatte seine Mitgefangenen u. a. mit von ihm gesammelten Heilpflanzen versorgt. Er hielt im Lager bei Küstrin auf Anweisung der Russen sogar Vorträge über Pflanzenheilkunde. Außerdem erhielt er die Hufeland-Medaille, die Huneke-Medaille und weitere Auszeichnungen. Die Gemeinde Aitrach ernannte ihn zum Ehrenbürger.

## Nachwirkung
Weiss entwickelte die Phytotherapie von einer Erfahrungsheilkunde zu einer systematischen und damit lehr- und lernbaren Wissenschaft. Sein Werk wurde u. a. von Volker Fintelmann und Heinz Schilcher (Leitfaden Phytotherapie) fortgeführt. Auch Max Wichtl baut in seinem Standardwerk Teedrogen und Phytopharmaka auf der Lebensleistung von Weiss auf.
Die Gesellschaft für Phytotherapie vergab ihm zu Ehren den Rudolf-Fritz-Weiss-Preis, den heutigen Phytotherapie-Preis.

## Schriften (Auswahl)
- Ueber den Einfluss der Syphilis auf Entstehung und Verlauf der Tuberculose. Berlin 1922. (Dissertation)
- Die Schilddrüsenbehandlung der Fettsucht. Berlin 1926.
- Die konstitutionelle arterielle Hypertonie. Fischers Medizinische Buchhandlung, Berlin 1927.
- Leber-Kochbuch: Anleitung und Kochrezepte zur praktischen Durchführung der Leberdiät bei Blutkrankheiten. Verlag der Ärztlichen Rundschau O. Gmelin, München 1928.
- Die Pflanzenheilkunde in der ärztlichen Praxis: Vorlesungen an der Berliner Akademie für ärztliche Fortbildung. Hippokrates, Stuttgart 1944.
- Lehrbuch der Phytotherapie. 1. Aufl., unter dem Titel Pflanzenheilkunde in der ärztlichen Praxis, 1944; Hippokrates, Stuttgart 1960; 6. Auflage ebenda 1985.
- Moderne Pflanzen-Heilkunde: Neues über Heilpflanzen und ihre Anwendung. Sanitas-Verlag, Bad Wörishofen 1966.
- als Bearbeiter: Johann Künzle: Das grosse Kräuterheilbuch: Ratgeber für gesunde und kranke Tage. Walter-Verlag, Olten 1974. ISBN 3-530-49204-3
- Gedichte am Wege. Gulden-Verlag, München 1985. ISBN 3-925509-00-3
- mit Volker Fintelmann (Bearb.): Lehrbuch der Phytotherapie. Hippokrates, Stuttgart 1997. ISBN 3-7773-1117-0